# Поплавко-Михайлов, Михаил Васильевич
Михаил Васильевич Поплавко-Михайлов (19.09.1904 — 13.10.1986) — учёный в области разработки технологий сварки для авиационной и ракетной техники, доктор технических наук, дважды лауреат Сталинской премии (1946, 1949).

## Биография
Родился 19.09.1904 в Харбине.
Окончил Сибирский (Томский) технологический институт, инженер-сварщик (1930), и некоторое время работал там же.
С 1932 по 1986 г. работал во Всесоюзном научно-исследовательском институте авиационных материалов (ВИАМ), основатель и начальник (1932—1962) лаборатории сварки и пайки.

## Научная деятельность
Под его руководством в 1933 г. была разработана и внедрена в самолётостроение дуговая сварка (на 5 лет раньше, чем в других странах).
Во время Великой Отечественной войны был инициатором организации производства сварных фюзеляжей истребителей из стальных труб, что значительно сократило время изготовления.
Вместе с сотрудниками своей лаборатории разработал технологии и материалы для сварки высокопрочных конструкционных и нержавеющих сталей, титановых, никелевых и алюминиевых сплавов, а также сочетаний сталей с титановыми сплавами, которые использовались при создании изделий авиационной (Ил-76, Ил-86, Т-4 «100», МиГ-15, МиГ-17, МиГ-23, МиГ-25) и ракетно-космической техники.

## Награды и звания
Кандидат технических наук (1938), доктор технических наук (1966).
Сталинская премия 1946 года — за коренное усовершенствование технологии сварки самолётных конструкций, обеспечившее значительное увеличение выпуска самолётов.
Сталинская премия 1949 года — за конструирование и внедрение в производство сильфонных вентилей из специальных сплавов и сталей.
Награждён орденами Красной звезды (1944), Трудового Красного Знамени (1949), медалями «За оборону Москвы», «За доблестный труд в Великой Отечественной войне 1941—1945 гг.»